# Pakrur
Pakrur – władca księstwa Per-Sopdu w Delcie wschodniej za czasów asyryjskiego najazdu Aszurbanipala. Był przywódca delegacji książąt Delty do Tanutamona.